# Ehrung (Badminton)
Im Badminton werden sportartspezifische und sportartübergreifende Ehrungen national und international vergeben.

## Internationale Ehrungen

### Weltweit

#### Sportartspezifische Ehrungen
- Badminton Hall of Fame
- Lifetime Achievement Award
- Herbert Scheele Trophy
- Distinguished Service Award
- Meritorious Service Award
- Certificate of Commendation
- Eddy Choong Player of the Year Award (bis 2007)
- Male and Female Player of the Year (seit 2008)
- Eddie Choong Most Promising Player of the Year  (seit 2008)
- Women in Badminton Award
- President’s Award
- Certificate of Honour

### Kontinental

#### Afrika

##### Sportartspezifische Ehrungen
- Volant d’Or

#### Europa

##### Sportartspezifische Ehrungen
- BEC Hall of Fame

## Nationale Ehrungen

### BRD

#### Sportartübergreifende Ehrungen
- Bundesverdienstkreuz (Hans Riegel junior)
- Silbernes Lorbeerblatt (Xu Huaiwen, Willi Braun, Wolfgang Bochow, Marieluise Zizmann, Irmgard Gerlatzka, Roland Maywald)
- Sportplakette
- Sportehrenteller
- Verdienstnadel
- Ehrennadel

### Dänemark

#### Sportartübergreifende Ehrungen
- Sportens Hall of Fame (Lene Køppen, Erland Kops, Morten Frost, Poul-Erik Høyer Larsen, Camilla Martin)
- Sportler des Jahres (Camilla Martin)

### DDR

#### Sportartübergreifende Ehrungen
- Verdienter Meister des Sports
- Meister des Sports (Klaus Katzor, Joachim Schimpke, Roland Riese, Monika Cassens, Rita Gerschner, Ruth Preuß)
- DTSB-Ehrennadel

### Indien

#### Sportartübergreifende Ehrungen
- Rajiv Gandhi Khel Ratna (Pullela Gopichand, Saina Nehwal)
- Padma Shri (Prakash Padukone, Pullela Gopichand, Meena Shah, Saina Nehwal, Madhumita Bisht, Syed Mohammed Arif)
- Arjuna Award, siehe dort

### Kanada

#### Sportartübergreifende Ehrungen
- BC Sports Hall of Fame (Claire Backhouse, Claire Lovett, Wayne Macdonnell, John Samis, Margaret Taylor, Darryl Thompson, Eileen Underhill, Jack Underhill)
- Canada's Sports Hall of Fame (Jack Purcell, Marjory Shedd, Dorothy Walton)
- Canadian Olympic Hall of Fame (Dick Birch, Dorothy Forsyth, Claire Lovett, Jack Purcell, Marjory Shedd, Donald Smythe, Dorothy Tinline, Dorothy Walton)
- Cornwall Sports Hall of Fame (Nancee Cruickshank, Arthur Crewson, Ruth Empey, Mary Phillips, Samir Bhatnagar)
- Metropolitan Vancouver's Hall of Fame (Eileen Underhill)
- New Brunswick Sports Hall of Fame (Mike Butler, Ted Elliot, Jean-Guy Portas, Lorne Wortman)

#### Sportartspezifische Ehrungen
- Badminton Canada Hall of Fame (John Leonard Gilbert, Jack L. MacDonald, Channarong Ratanaseangsuang, Dorothy Tinline)
- Badminton Ontario Hall of Fame (Jack Purcell, Donald Smythe, Marjory Shedd, Dorothy Tinline, Dorothy Walton, Edith Hayman, Keith Hollands, Evelyn Roberts, David Waddell, Ev Staples, Stuart Lawson, Freda Lawson, Arthur Evans Snell, Dick Birch, Bryan Blanshard)

### Malaysia

#### Sportartübergreifende Ehrungen
- OCM Hall of Fame (Wong Peng Soon, Ong Poh Lim, Teh Kew San, Tan Aik Huang, Tan Yee Khan, Ng Boon Bee, Punch Gunalan, Rosalind Singha Ang, Sylvia Ng, Ooi Teik Hock)

### Niederlande

#### Sportartübergreifende Ehrungen
- Orden von Oranien-Nassau (Rob Ridder (Ritterorden))

### UdSSR

#### Sportartübergreifende Ehrungen
- Meister des Sports

### USA

#### Sportartübergreifende Ehrungen
- NIU Athletics Hall of Fame (Clare C. Frank, Jean Pankonin, Janet Wentworth, Mary Bell, Laura Cooper)
- NMSH Athletic Hall of Fame (Sally Dimler Alayon, Mark Burdelsky, Sally Summer Roszanski)
- Redwood Athletic Hall of Fame (Leslie Airola Murveit)
- San Diego Hall of Champions (Joe Alston, Evelyn Boldrick, David G. Freeman, Marten Mendez)
- TWU Hall of Fame (Dianne Baker, Cheryl Benoit, Paulette Burrhus, Abbie Rutledge, Mary Suba Barbaria, Margaret Varner)

#### Sportartspezifische Ehrungen
- Colorado State Badminton Hall of Fame (Hart Axley, Brent Cutcliffe, Hamilton Law, Elnora Martinelli, Ed Zimmerman, Jim Stabler, Robert Zimmerman, Carl Rennert, Grant Taggard, Sam Liew, Jean Hedberg, Billie Ann Camp, Gus Anderson, John Mellin)
- Ken Davidson Award, siehe dort
- USA Badminton Walk of Fame, siehe dort

### Vereinigtes Königreich

#### Sportartübergreifende Ehrungen
- Distinguished Service Order
  - John D. M. McCallum
- Order of the British Empire
  - Gillian Clark (Member des Order of the British Empire), Gail Emms (Member des Order of the British Empire), Gillian Gilks (Member des Order of the British Empire), Joanne Goode (Member des Order of the British Empire), Mac Henderson (Officer des Order of the British Empire), Arthur E. Jones (Commander des Order of the British Empire), Tony Jordan (Member des Order of the British Empire), Donna Kellogg (Member des Order of the British Empire), John D. M. McCallum (Commander des Order of the British Empire), Nora Perry (Member des Order of the British Empire), Craig Reedie (Commander des Order of the British Empire), Dirk Stikker (Knight Grand Cross des Order of the British Empire), Mike Tredgett (Member des Order of the British Empire), Helen Troke (Member des Order of the British Empire), Herbert Scheele (Officer des Order of the British Empire), Derek Talbot (Member des Order of the British Empire), Wong Peng Soon (Member des Order of the British Empire)
- Olympic Trophy
  - 2004 Nathan Robertson, Gail Emms, 2008 Anthony Clark, Donna Kellogg

#### Sportartspezifische Ehrungen
- English Badminton Award
- Scheele Medal (1983 Stellan Mohlin, 1989 Craig Reedie, 1985 Peter Birtwistle, 1993 Arthur E. Jones)